# Caroline Armington

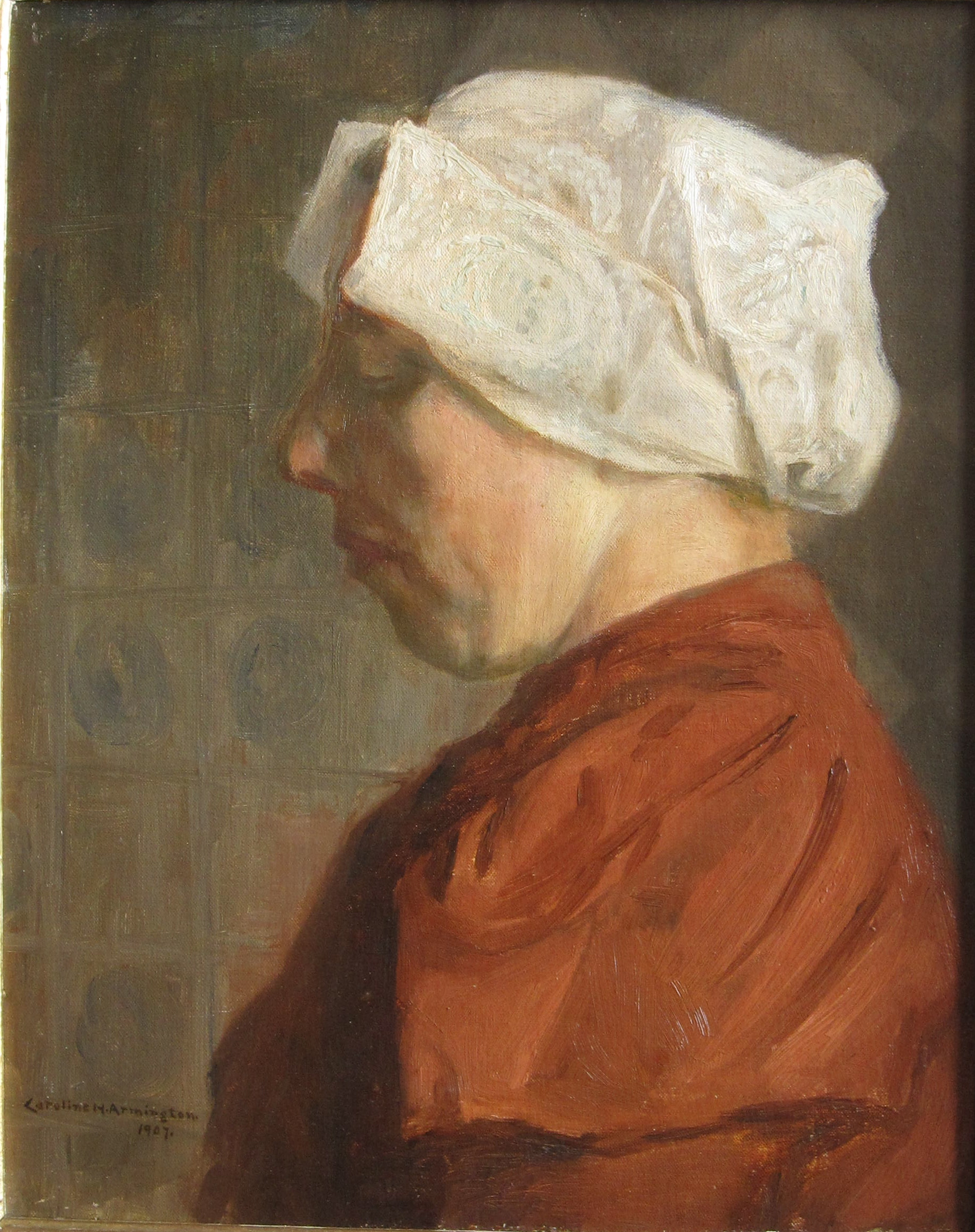
Målningen Paysanne Hollandaise utförd av Caroline Armington 1908.

Caroline Helena Armington, född Wilkinson 11 september 1875 i Brampton, Kanada, död 25 oktober 1939 i New York, var en kanadensisk grafiker och sjuksköterska.

## Biografi
Armington studerade konst för J. W. L. Forster 1892-1899. Hon flyttade till New York 1899 och arbetade där ett år som sjuksköterska, innan hon reste till Europa. Där gifte hon sig med Frank Armington och paret bosatte sig i slutet av 1900 i Kanada. Paret återvände till Paris 1905 där Armington då passade på att studera konst vid Académie de la Grande Chaumière och Académie Julian. Hennes målning Paysanne Hollandaise godkändes 1908 som ett av bidragen till årliga utställningen Salon des artistes français på Grand Palais i Paris. Under första världskriget tjänstgjorde hon som sjuksköterska vid det Amerikanska ambulanssjukhuset i Paris. Armington var under en period på 1920-talet bosatt i Sverige och ställde bland annat ut sina verk på Grand Hotel i Stockholm. Paret återvände 1939 till New York.
I Paris medverkade hon ett flertal gånger på Parissalongen. Hennes konst består av motiv som hon fångade under sina resor till Belgien, Italien, Frankrike och Algeriet. Hennes etsning av katedralen i Bayeux valdes 1924 ut att pryda omslaget till Brooklyn Life magazine. Armington är representerad vid bland annat British museum och South Kensington museum i London, Bibliographic de Belgique i Bryssel, Petit Palais i Paris, New York Public Library och National Gallery i Ottawa.